# Seznam ugandskih politikov
Seznam ugandskih politikov.

## A
- George Cosmas Adyebo
- Erifasi Otema Allimadi
- Idi Amin Dada Oumee
- Anita Annet Among

## B
- Godfrey Lukwonga Binaisa

## D
- Daudi Cwa II

## K
- Muhoozi Kainerugaba
- Samson Babi Mululu Kisekka
- Benedicto Kagimu Mugumba Kiwanuka

## L
- Tito Okello Lutwa

## M
- Charles Peter Mayiga
- John Patrick Amama Mbabazi
- Yoweri Museveni (Yoweri Tibuhaburwa Kaguta Museveni)
- Kintu Robin Musoke
- Edward William Frederick David Walugembe Mutebi Luwangula Mutesa II
- Paulo Muwanga

## N
- Robinah Nabbanja
- Apolo Nsibambi

## O
- Milton Obote (Apollo Milton Opeto Obote)

## R
- Ruhakana Rugunda

## S
- Joseph Mulwanyamuli Ssemwogerere

## W
- Abraham Waligo